# Рувре (Кот-д’Ор)
Рувре́ (фр. Rouvray) — коммуна во Франции, находится в регионе Бургундия. Департамент коммуны — Кот-д’Ор. Входит в состав кантона Сольё. Округ коммуны — Монбар.
Код INSEE коммуны — 21531.

## Население
Население коммуны на 2010 год составляло 605 человек.
| 1962 | 1968 | 1975 | 1982 | 1990 | 1999 | 2010 |
| ---- | ---- | ---- | ---- | ---- | ---- | ---- |
| 607  | 576  | 445  | 555  | 601  | 580  | 605  |

## Экономика
В 2010 году среди 371 человека трудоспособного возраста (15—64 лет) 273 были экономически активными, 98 — неактивными (показатель активности — 73,6 %, в 1999 году было 72,6 %). Из 273 активных жителей работали 245 человек (119 мужчин и 126 женщин), безработных было 28 (19 мужчин и 9 женщин). Среди 98 неактивных 24 человека были учениками или студентами, 42 — пенсионерами, 32 были неактивными по другим причинам.